# USS Pasadena (SSN-752)
Za druga plovila z istim imenom glejte USS Pasadena.
USS Pasadena (SSN-752) je jedrska jurišna podmornica razreda los angeles.